# Rifferswil
Rifferswil ist eine politische Gemeinde im Bezirk Affoltern (älter: Knonauer Amt, pop. Söiliamt) des Kantons Zürich in der Schweiz. Ihr Mundartname ist Riferschwiil.

## Geographie

Luftbild von Werner Friedli (1970)

Die Gemeinde Rifferswil liegt in der sanfthügligen Drumlinlandschaft des oberen Jonentals im Knonauer Amt, pop. Söiliamt genannt. Von der Gemeindefläche sind 63,7 % landwirtschaftliche Nutzflächen, 22,3 % Wald, 6,7 % Siedlungsfläche, 5,0 % Verkehrsfläche, 0,3 % Gewässer, und 2,0 % sind unproduktive Flächen (Stand 2018).

## Geschichte

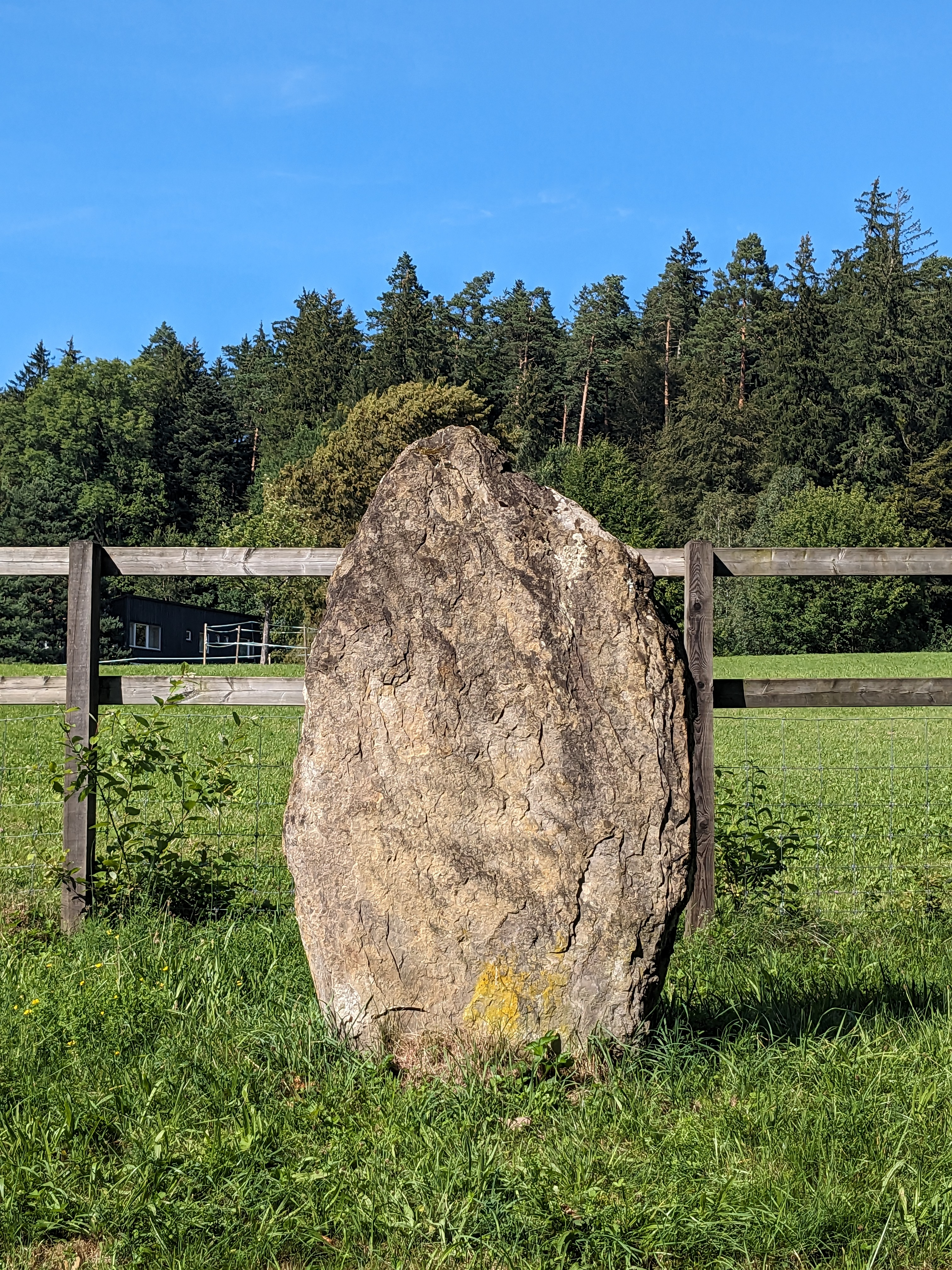
Menhir von Rifferswil

Rifferswil, in den Acta Murensia um die Mitte des 12. Jahrhunderts Rifriswil genannt, in der ersten datierten Nennung vom 18. März 1179 Rifferswilare, zählt zu einer Reihe von Dörfern auf -wil, die möglicherweise im 8. Jahrhundert von Blickensdorf aus gegründet wurden: Ebertswil, Tagebrechtswil (abgegangen), Rifferswil, Herferswil. Eine oft kolportierte Urkunde aus dem Jahr 1019, in der Rifferswil genannt worden sein soll, existiert nicht, sondern basiert auf einem Irrtum des Glarner Politikers und Landvogts Aegidius Tschudi, der eine rund 200 Jahre jüngere Nennung aus dem Liber Heremi des Klosters Einsiedeln falsch datiert hatte.
Im Oberdorf wurden 1929 Gräber aufgedeckt, welche – ins 8. Jahrhundert datiert – die ältesten Zeugen menschlichen Daseins im Gemeindebann sein dürften. Ein den Freiherren von Eschenbach-Schnabelburg verpflichtetes Dienstadelsgeschlecht verwaltete die Ortschaft im Mittelalter. Das ritterliche Geschlecht starb Ende des 14. Jahrhunderts aus und vererbte der Gemeinde Rifferswil sein Wappen. Das «Galgenfeld» an der alten Strasse nach Mettmenstetten erinnert daran, dass Rifferswil in früherer Zeit die Richtstätte des habsburgischen Amtes Meienberg war. Die Kirche in Rifferswil wird 1179 erstmals urkundlich erwähnt, war dem hl. Martin geweiht und unterstand ab 1357 dem Kloster Kappel. Seit 1529 ist sie reformiert. Das heutige Schiff stammt aus dem 14. Jh. Die Kirche wurde 1720 erweitert und 1972–1974 einer Gesamtrestauration unterzogen.
1415 geriet die Rifferswiler Gemeinde unter die Herrschaft von Zürich. Regenten waren jetzt die Landvögte von Knonau. Nach dem Untergang der Alten Eidgenossenschaft im Jahre 1798 wurden an Stelle der Landvögte Amtsmänner und später Statthalter eingesetzt. Ab 1831 hatte der Rifferswiler Arzt Dr. Johann Jakob Hegetschweiler das Statthalteramt des Bezirks Knonau inne. Sein Bruder Johannes, Staatsrat und Kantonsarzt, erlag 1839 im «Züriputsch» einer Schussverletzung. Um 1800 waren in Rifferswil rund 200 Personen in der Baumwollverarbeitung in Heimarbeit beschäftigt. 1857 bauten Jakob und Theodor Bär in Oberrifferswil eine durch die Wasserkraft des Jonenbachs angetriebene Fabrik, eine Seidenzwirnerei. Sie stellte den Betrieb 1879 wieder ein.
Die landwirtschaftlich nutzbare Fläche von rund 650 Hektaren wurde anno 1950 von 55 Betrieben gepflegt; heute sind es noch 17 an der Zahl. Die durch Aufgabe oder Aussiedlung frei gewordenen Scheunen und Ställe werden und wurden zu Werkstätten und Wohnhäusern umgebaut. Dabei sind strenge Vorschriften zu beachten, denn Rifferswil ist Trägerin der Auszeichnung «Ortsbild von nationaler Bedeutung». Die Einwohnerzahl stieg nach dem Zweiten Weltkrieg von 450 auf 1200 Personen an. Die meisten Zuzüger arbeiten auswärts.

## Wappen
Blasonierung:
In Gold ein roter Balken, begleitet von drei schwarzen Sternen (2, 1)

## Bevölkerung
| Jahr      | 1634 | 1678 | 1708 | 1850 | 1900 | 1950 | 2000 | 2005 | 2010 | 2015 | 2020 | 2022 |
| --------- | ---- | ---- | ---- | ---- | ---- | ---- | ---- | ---- | ---- | ---- | ---- | ---- |
| Einwohner | 263  | 354  | 421  | 464  | 480  | 467  | 721  | 803  | 900  | 1056 | 1149 | 1150 |

- Bevölkerungsdichte: 176,5 Einw./km² (2008 130 Einw./km²)
- Konfessionszugehörigkeit: 40,5 % evangelisch-reformiert, 17,1 % römisch-katholisch, und 42,3 % haben eine andere Konfession oder keine konfessionelle Zugehörigkeit (Stand 2022)[12]

## Politik

### Gemeinderat
Nach dem Wahlsonntag vom 27. März 2022 nahmen im Gemeinderat, einschliesslich der Schulpräsidentin, die folgenden Mitglieder Einsitz:
- Christoph Lüthi, Gemeindepräsident (parteilos)
- Charlotte Decrusch, Bildung (Präsidentin der Primarschulpflege)
- Yves Haller, Hochbau
- Walter Jäggi, Finanzen und Liegenschaften
- Marlies Salzmann, Gesundheit, Sicherheit
- Daniel Suter, Soziales, Kultur und Sport
- Reto von Schulthess Rechberg, Tiefbau, Werke, Umwelt & Natur, Land- & Forstwirtschaft

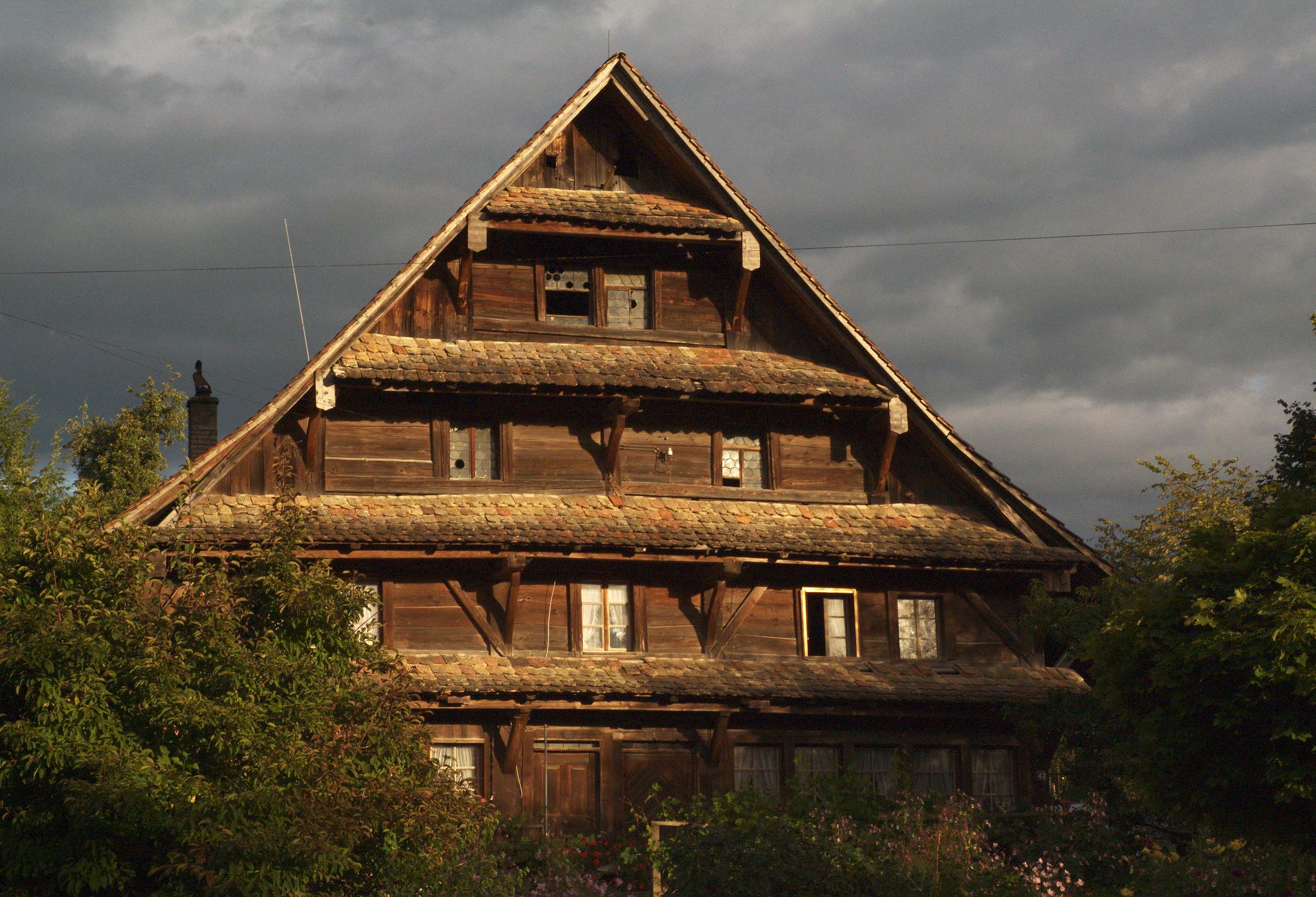
Altes Bauernhaus in Unterrifferswil

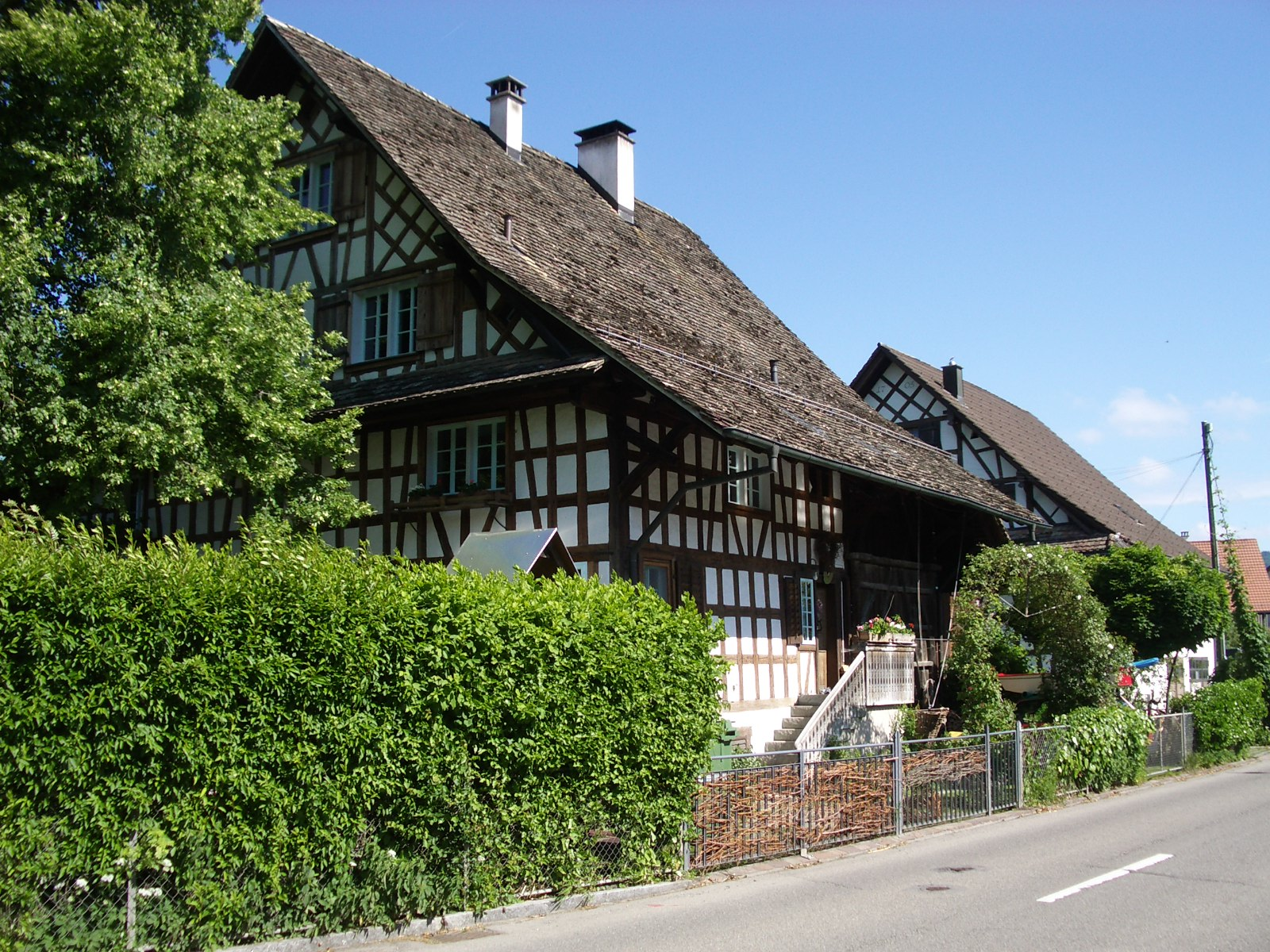
Riegelhäuser aus dem 18. Jh. in Unterrifferswil

### Parteien nach Wähleranteil
Bei den Nationalratswahlen 2007, 2011, 2015, 2019 und 2023 wurde in Rifferswil nach Wähleranteil wie folgt gewählt:
| Partei     | 2023   | 2019   | 2015   | 2011   | 2007   |
| ---------- | ------ | ------ | ------ | ------ | ------ |
| SVP        | 28,7 % | 26,8 % | 30,5 % | 28,5 % | 32,7 % |
| SP         | 17,2 % | 14,8 % | 21,1 % | 19,1 % | 22,8 % |
| Grüne      | 16,2 % | 21,6 % | 10,5 % | 13,7 % | 14,3 % |
| GLP        | 11,6 % | 12,7 % | 9,0 %  | 12,2 % | 8,8 %  |
| FDP        | 8,5 %  | 6,9 %  | 9,2 %  | 6,6 %  | 6,6 %  |
| EVP        | 5,5 %  | 7,1 %  | 7,4 %  | 6,1 %  | 5,2 %  |
| Mitte      | 4,5 %  | –      | –      | –      | –      |
| CVP        | –      | 3,6 %  | 1,7 %  | 2,5 %  | 5,3 %  |
| EDU        | 3,6 %  | 3,3 %  | 2,8 %  | 4,0 %  | 2,3 %  |
| BDP        | –      | 1,2 %  | 3,6 %  | 3,9 %  | –      |
| PfL 1      | 1,2 %  | –      | –      | –      | –      |
| AuF ZH 2   | 1,0 %  | –      | –      | –      | –      |
| Mass-Voll! | 0,7 %  | –      | –      | –      | –      |
| AL         | 0,3 %  | 1,1 %  | 0,9 %  | 1,1 %  | 0,6 %  |
| SD         | 0,0 %  | –      | 0,2 %  | 0,3 %  | 1,2 %  |
| Übrige     | 1,26 % | 0,9 %  | 3,1 %  | 2,0 %  | 0,2 %  |

Die «grüne Welle» rollte 2019 auch über Rifferswil. Bei den Nationalratswahlen vom 21. Oktober 2019 legten die Grünen gegenüber 2015 um 11,1 % zu und kletterten auf Platz zwei hoch. 2023 verloren sie die Hälfte dieses Gewinns wieder (−5,4 %) und waren noch die drittstärkste Partei. Die SVP blieb die wählerstärkste Partei in Rifferswil, fuhr 2019 jedoch das schlechteste Wahlergebnis der Jahre 2007 bis 2019 ein und erholte sich 2023 nur wenig. Hohe Verluste hatte 2019 die SP zu verzeichnen (−6,3 %), gewann aber 2023 gut ein Drittel davon zurück (+2,4 %). Auch die Grünliberalen verloren von ihrem Gewinn 2019 (+3,7 %) 2023 einen Teil (−1,1 %), wenn auch nicht so massiv wie die Grünen. Die FDP konnte einen Gutteil ihres Verlustes von 2019 (−2,3 %) 2023 zurückgewinnen (+1,7 %). Die EVP, die 2019 zur fünftstärksten Partei in der Gemeinde aufgestiegen war, konnte ihren vergleichsweise hohen Wähleranteil von über 7 % nicht halten und fiel wieder auf den sechsten Platz zurück (−1,6 %). Die Mitte erzielte 2023 einen Wähleranteil vergleichbar mit jenem von (addiert) CVP und BDP 2019 (−0,3 %), die 2021 zur Mitte fusioniert hatten.

## Sehenswürdigkeiten

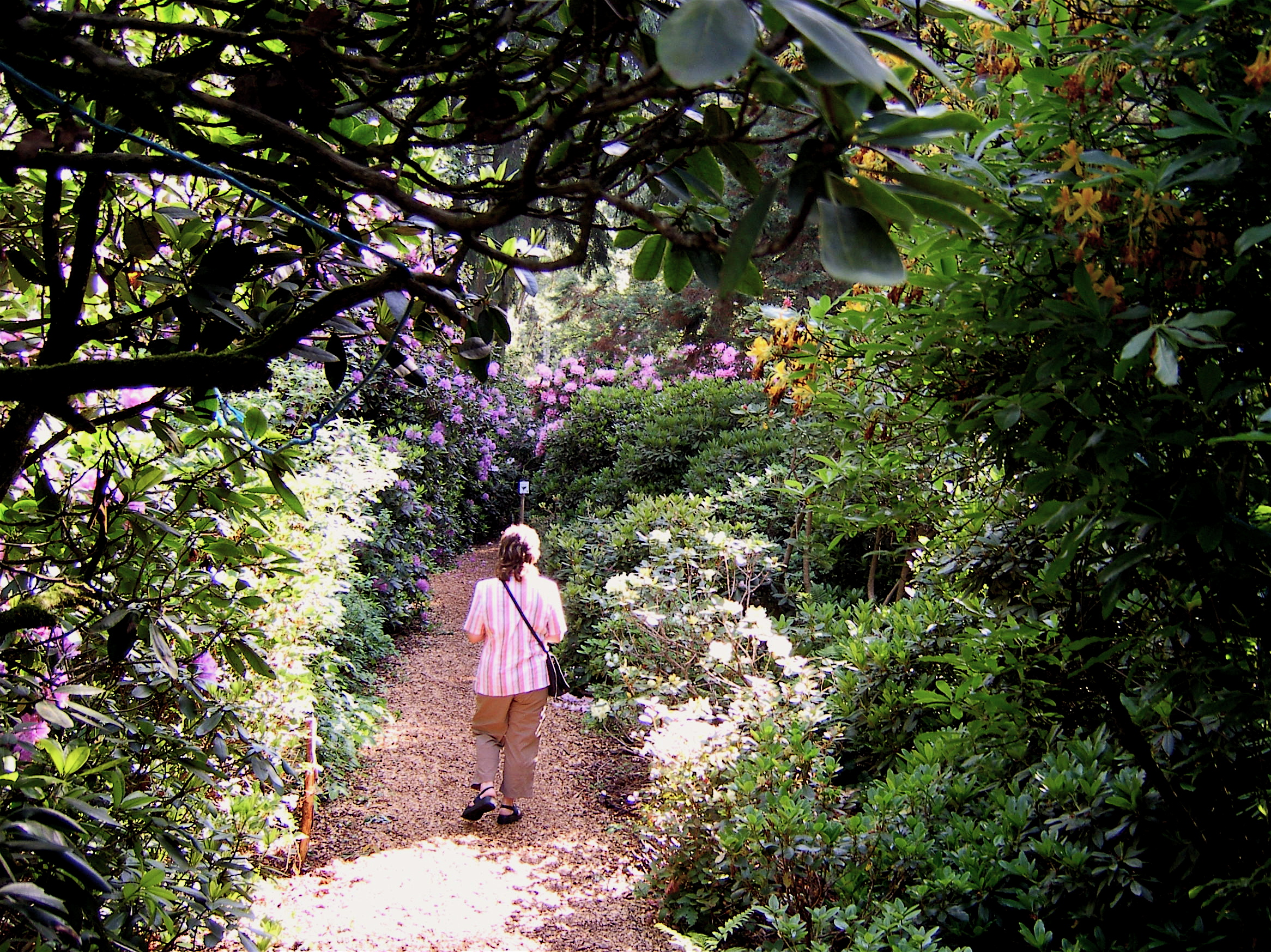
Park Seleger Moor, Mai 2007

### Park Seleger Moor
Der Park Seleger Moor liegt an der östlichen Gemeindegrenze gegen Hausen am Albis hin, ist öffentlich zugänglich und wird in der Blütezeit der Pflanzen rege besucht. Der Park bietet mit seiner Vielfalt an Pflanzen, Tieren, Bächen und Teichen wunderschöne Motive für Fotografen. In der gepflegten Anlage können Rhododendren, Azaleen, Farne, Strauchpfingstrosen und Seerosen bestaunt werden.

### Landhaus Nüscheler

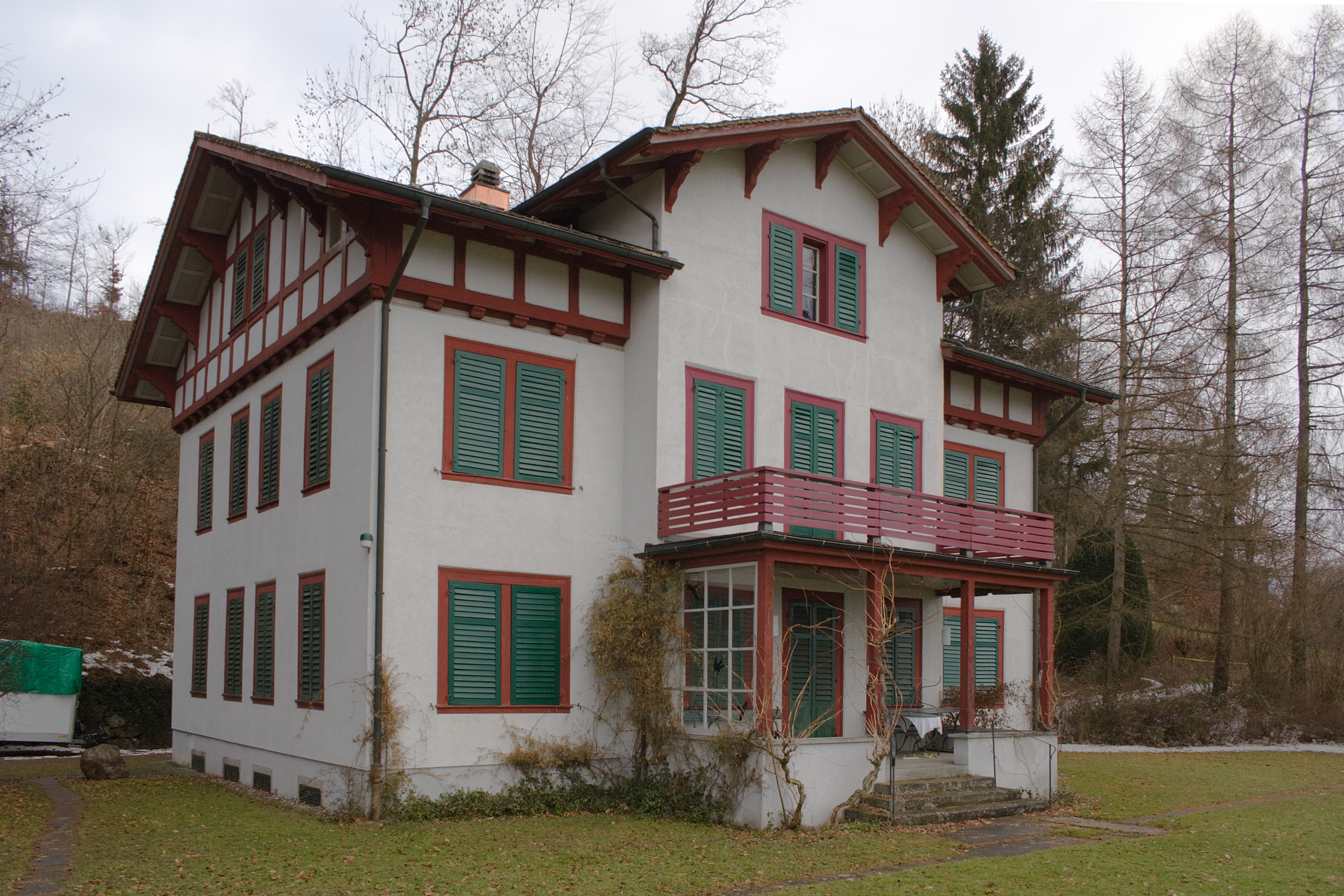
Landhaus Nüscheler von Ferdinand Stadler

1846–1847 baute der Architekt Ferdinand Stadler für den Kirchenhistoriker Arnold Nüscheler ein Landhaus am Homberg mit Blick auf den Zugersee. Das Haus ist in seiner ursprünglichen Nutzung erhalten geblieben.

### Windhundrennbahn
In Rifferswil befindet sich eine Windhundrennbahn. Die Anlage wird vom Schweizer Windhund-Rennverein SWRV betrieben.

## Persönlichkeiten
- Johannes Hegetschweiler (1789–1839), Mediziner, Botaniker und Politiker (Liberalismus)
- Johann Jakob Hauser (1854–1913), Schweizer Landwirt, Journalist und Agrarpolitiker (FDP)
- Max U. Rapold (1925–2006), Journalist und Verleger

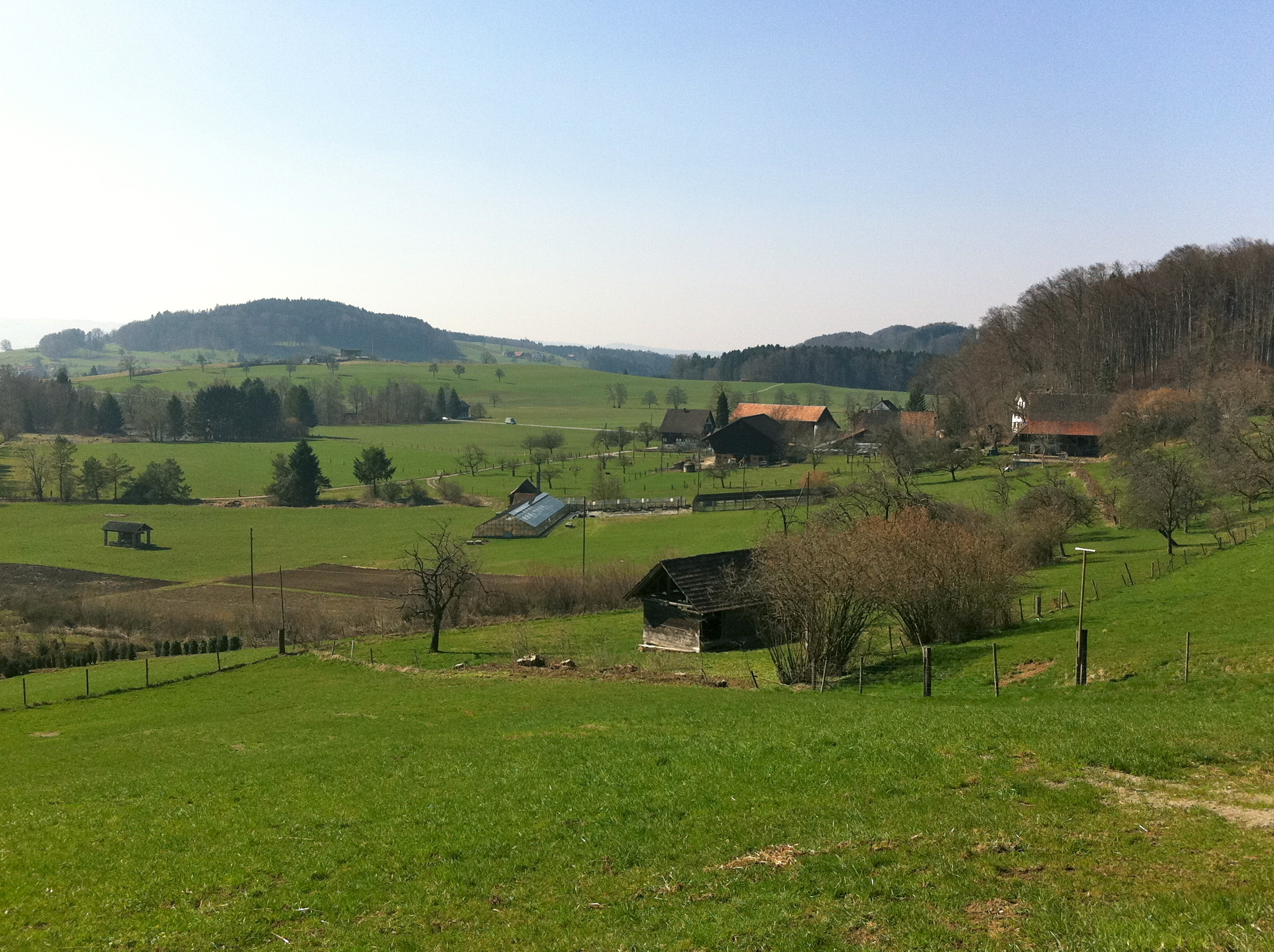
Der Weiler Schonau an der Hauptstrasse von Unter-Rifferswil zum Albispass, März 2011
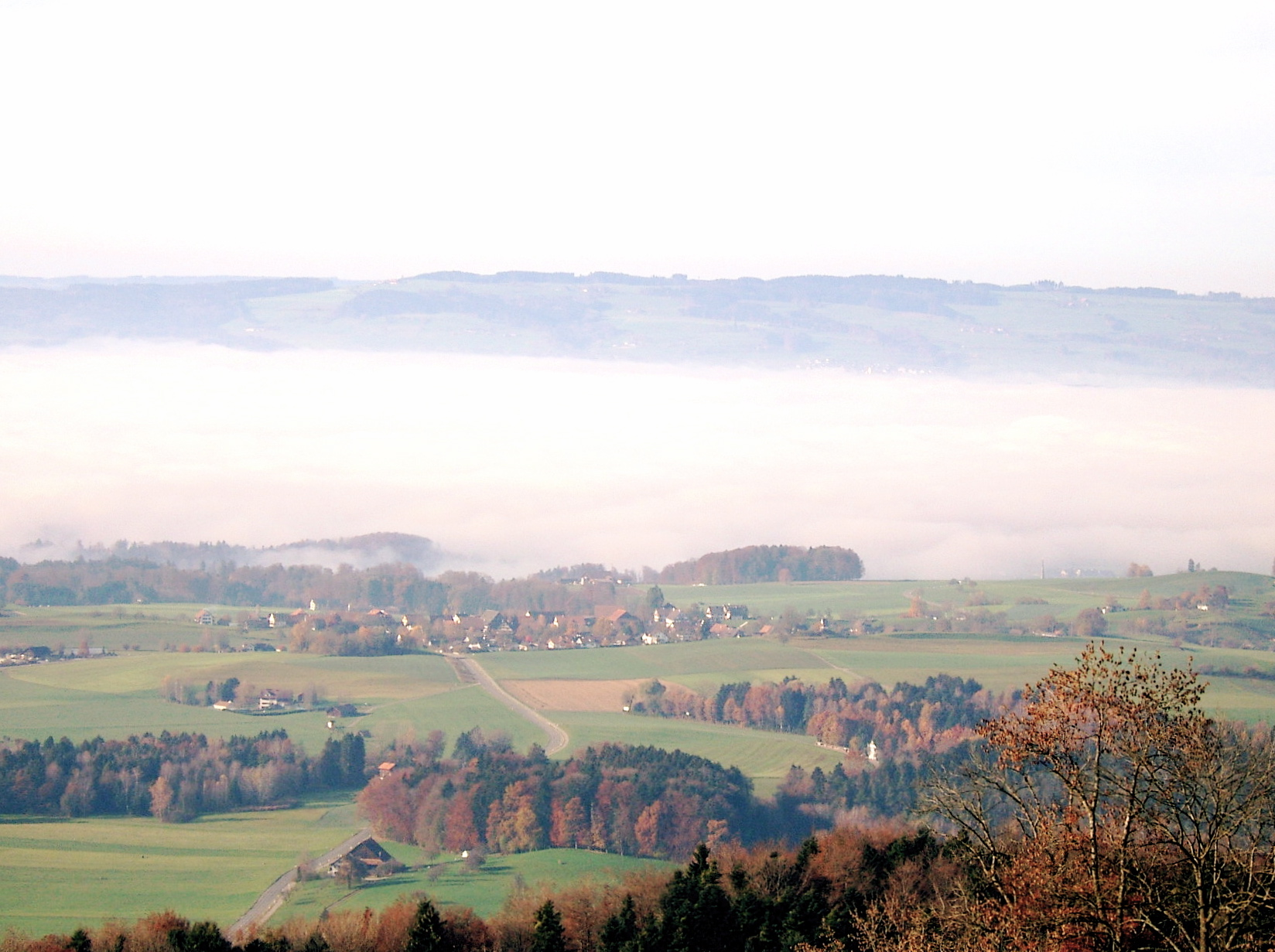
Ober-Rifferswil, November 2006
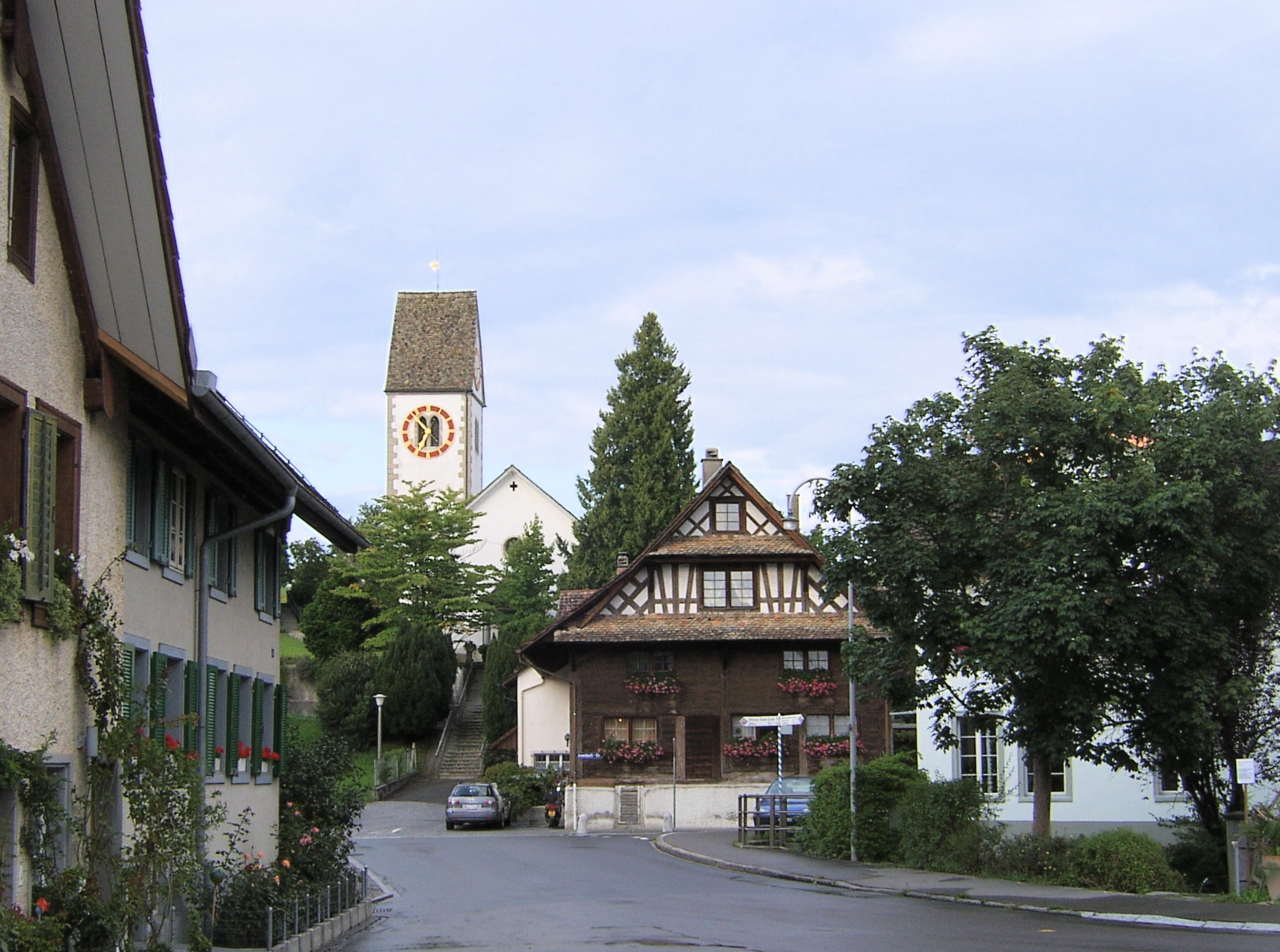
Kirche und Dorfplatz, August 2008
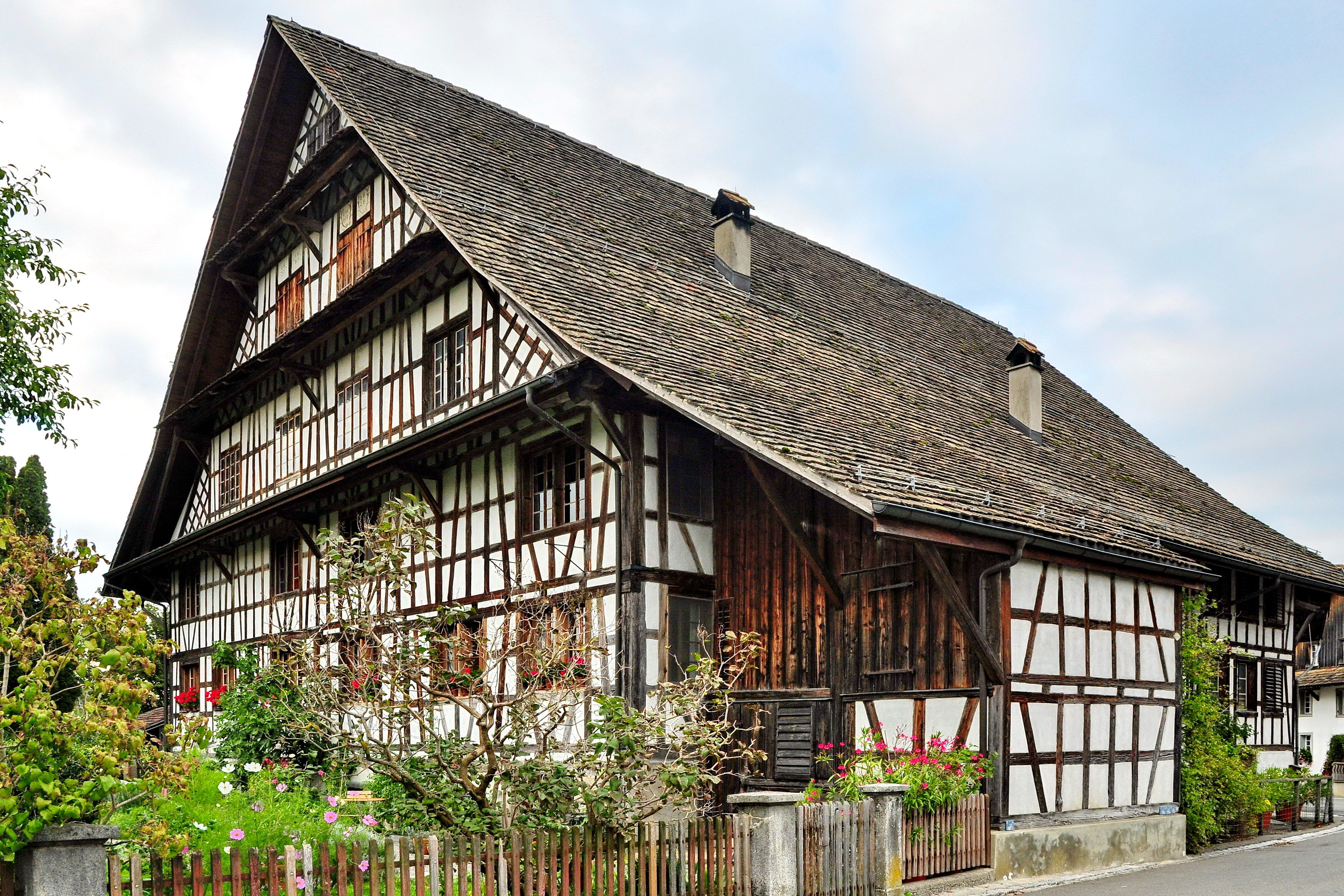
Das Haus Baer, eines der zwei Kulturgüter von nationaler Bedeutung in Rifferswil